# الاتحاد الوطني للطلبة الجزائريين
الاتحاد الوطني للطلبة الجزائريين (الفرنسية:union nationale des étudiants algériens) هي منظمة طلابية جزائرية تأسست رسميا في 8 يوليو 1955 أثناء الثورة الجزائرية

## التأسيس
تأسس الاتحاد الوطني للطلبة الجزائريين وكان يدعى آن ذاك بـ «الاتحاد العام للطلبة المسلمين الجزائريين» وتعتبر امتدادا لجمعية طلبة شمال أفريقيا المسلمين التي تأسست بدورها في كانون الأول 1927 بمساهمة من الطلبة الجزائريين في فرنسا والجزائر المستعمرة والتي كان من بين قادتها الكبار فرحات عباس ومجاهدون آخرون.
وعند تأسيس الاتحاد العام للطلبة المسلمين الجزائريين انتخب أحمد طالب الإبراهيمي رئيسا له، وفي 19 مايو 1956 أعلن الاتحاد الوطني للطلبة الجزائريين عن الإضراب مفتوح عن الدراسة والالتحاق بجيش التحرير الوطني الجزائري للمشاركة في ملحمة الثورة الجزائرية وهذا ما دعا الاستعمار الفرنسي إلى قمع المنتمين إلى هذا التنظيم.

## نشاطات التنظيم في الثورة التحريرية
تمثلت نشاطات الاتحاد الوطني للطلبة الجزائريين في تلك الفترة بالدعم الترويجي للثورة الجزائرية الكبرى على المستوى الوطني والدولي إلى أن تحقق الاستقلال الجزائري في 5 يوليو 1962 وفي المؤتمر الرابع المنعقد في 1964 تم تحويل الاسم من الاتحاد العام للطلبة المسلمين الجزائريين إلى «الاتحاد الوطني للطلبة الجزائريين».
وتعرض الاتحاد إلى عدة نكبات عديدة نتيجة موقفه الرافض للانقلاب العسكري الجزائري في 19 يونيو 1965، ليكون ذلك السبب الأبرز في تجميد نشاطه سنة 1967، ثم تعرض للحل سنة 1972، وأدمج في إطار الاتحاد الوطني للشبيبة الجزائيين سنة 1975 إلى أن تمت إعادته بعد الانفتاح السياسي في الجزائر.
ويتواجد الاتحاد في كل الجامعات الجزائرية وبعض الثانويات وقد تمكن من تنظيم المهرجان العالمي السابع عشر للشباب والطلبة بالجزائر في عام 2001م

## وصلات خارجية
- الموقع الرسمي للاتحاد الوطني للطلبة الجزائريين
- الصفحة الرسمية للإتحاد الوطني للطلبة الجزائريين على الفيسبوك

## إطلع أيضاً
- المنظمة الخاصة
- إضراب الطلبة الجزائريين 1956
- الإتحاد العام للعمال الجزائريين
- جبهة التحرير الوطني الجزائرية